# Klasa okręgowa (grupa płocka)
Klasa okręgowa (grupa płocka) – jedna z sześciu na terenie województwa mazowieckiego klas okręgowych, stanowiąca pośredni szczebel rozgrywkowy między V ligą a klasą A. Stanowi tzw. VII ligę w rozgrywkach krajowych.
Zmagania w jej ramach toczą się cyklicznie systemem kołowym. Zwycięzcy grupy uzyskują awans do V ligi, gr. mazowieckiej I, zaś najsłabsze zespoły relegowane są do klasy A, gr. Płock. Zarządzana przez – działający w imieniu Polskiego Związku Piłki Nożnej – Mazowiecki Związek Piłki Nożnej.
Zespoły piłkarskie pochodzą z powiatów: płockiego, sochaczewskiego, sierpeckiego, gostynińskiego oraz miasta na prawach powiatu Płock.